# Olaf Presa Mendoza
Olaf Presa Mendoza es un político mexicano, miembro del Partido del Trabajo. Es Comisionado Político Nacional del Partido del Trabajo en Colima junto con Joel Padilla Peña. Es diputado local en la LVI Legislatura del Congreso del Estado de Colima por representación proporcional, donde se desempeña como Secretario de la Comisión de Justicia, Gobernación y Poderes; Secretario de la Comisión de Seguridad Pública, Prevención y Readaptación Social, y Protección Civil; Secretario de Comunicaciones y Transportes y Vocal de la Comisión de Derechos Humanos, Atención al Migrante, y Promoción de la Equidad y Género. El Partido del Trabajo no obtenía una curul en el Congreso de Colima desde que Joel Padilla Peña lo fue durante la LIII Legislatura del Congreso del Estado de Colima. Fue nombrado representante de los partidos Asociación por la Democracia Colimense, Partido Verde Ecologista de México y Convergencia ante el Poder Legislativo del Estado. En abril de 2010 presentó en el Congreso del Estado las iniciativas a la despenalización del aborto y la legalización de los matrimonios parejas del mismo sexo, que ya habían sido presentadas anteriormente por el perredista Adolfo Núñez González en la LV Legislatura del Congreso del Estado de Colima. 